# Umma mesumbei
Umma mesumbei là loài chuồn chuồn trong họ Calopterygidae. Loài này được Vick miêu tả khoa học đầu tiên năm 1996.